# Gelu
Gelu (nep. गेलु) – gaun wikas samiti w środkowej części Nepalu w strefie Dźanakpur w dystrykcie Ramechhap. Według nepalskiego spisu powszechnego z 2001 roku liczył on 1192 gospodarstw domowych i 6147 mieszkańców (3335 kobiet i 2812 mężczyzn).